# Rosay-sur-Lieure
Rosay-sur-Lieure ist eine französische Gemeinde mit 510 Einwohnern (Stand: 1. Januar 2022) im Département Eure in der Region Normandie (vor 2016 Haute-Normandie). Sie gehört zum Arrondissement Les Andelys und zum Kanton Romilly-sur-Andelle.
Die Einwohner werden Rosayens genannt.

## Geographie
Rosay-sur-Lieure liegt etwa 25 Kilometer östlich von Rouen im Tal der Lieure.

### Nachbargemeinden
Umgeben ist Rosay-sur-Lieure von den Nachbargemeinden Charleval im Westen und Norden, Lyons-la-Forêt im Norden und Osten, Touffreville im Süden sowie Ménesqueville im Südwesten.

## Bevölkerungsentwicklung
| Jahr                       | 1962 | 1968 | 1975 | 1982 | 1990 | 1999 | 2006 | 2019 |
| Einwohner                  | 480  | 485  | 448  | 443  | 452  | 464  | 530  | 510  |
| Quellen: Cassini und INSEE |      |      |      |      |      |      |      |      |

## Sehenswürdigkeiten
- Kirche Notre-Dame-du-Rosaire aus dem 12. Jahrhundert, Umbauten aus dem 18. Jahrhundert
- Schloss Rosay aus dem 17. Jahrhundert, seit 1938 Monument historique
- Mehrere Mühlen

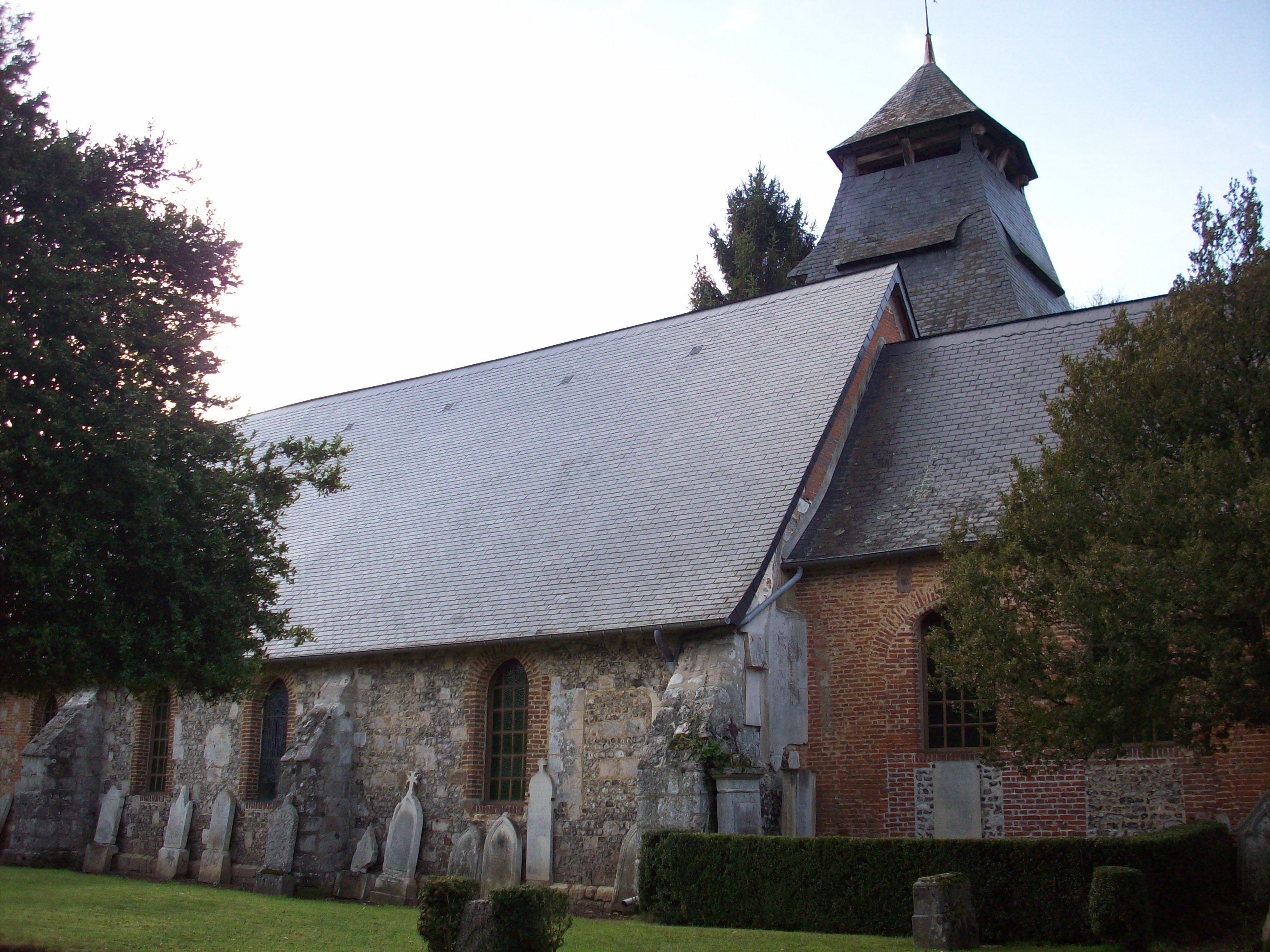
Kirche Notre-Dame-du-Rosaire
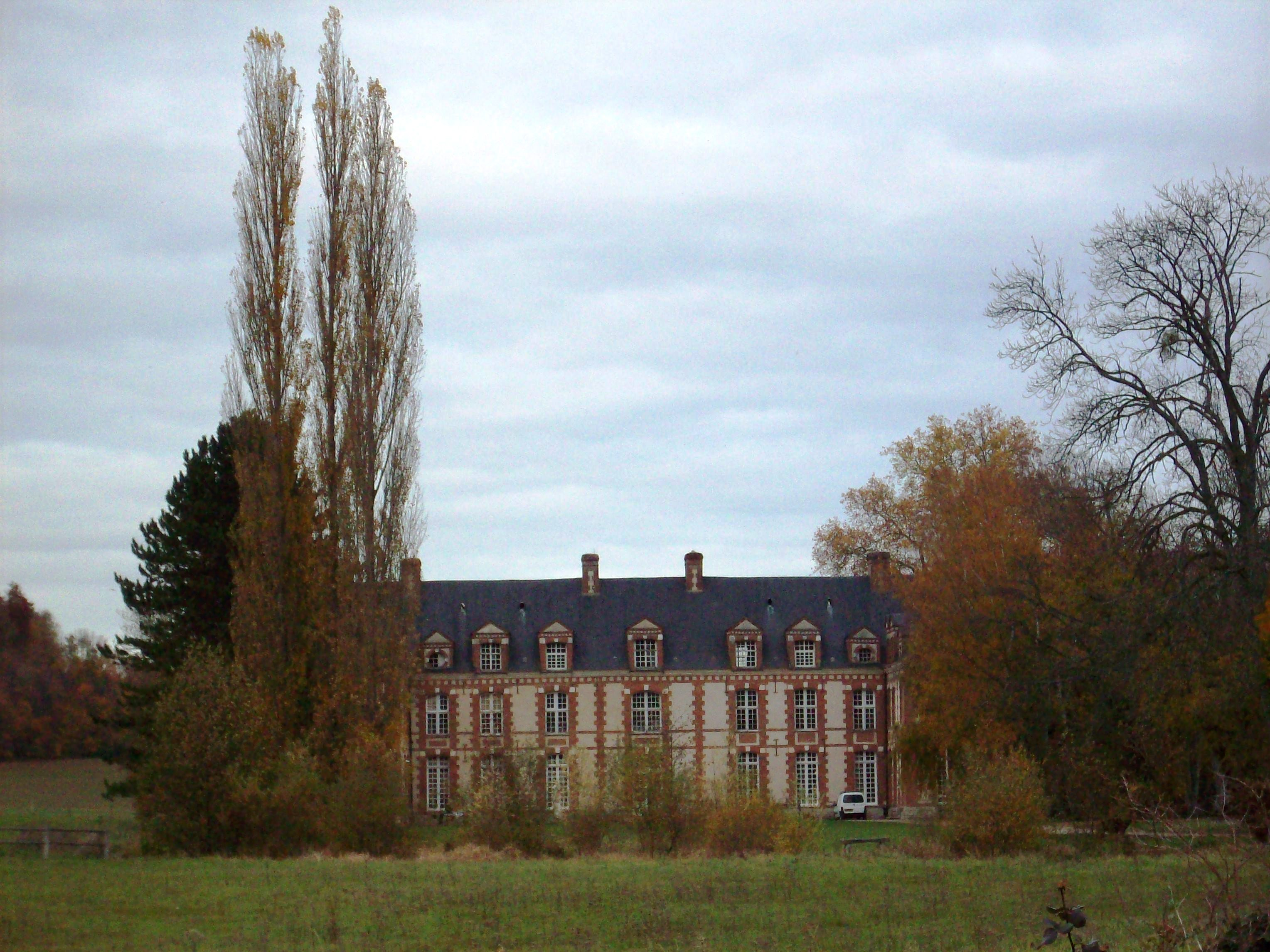
Schloss Rosay